# 南長岡ガス田
南長岡ガス田（みなみながおかガスでん）は、INPEXが保有する日本国内では最大級のガス田・油田である。新潟県長岡市南西部に位置する越路原丘陵の地下約4,000から5,000メートルの大深度より採取し、生産した天然ガスは、パイプライン輸送によって甲信越や北関東地域の多くの都市ガス事業者などに供給されている。
範囲は南北に約6キロメートル、東西に約3キロメートルである。超臨界流体で湧出し、コンデンセート（超軽質原油）を含むため、携帯電話の持ち込み禁止といった厳重な引火防止措置が採られている。

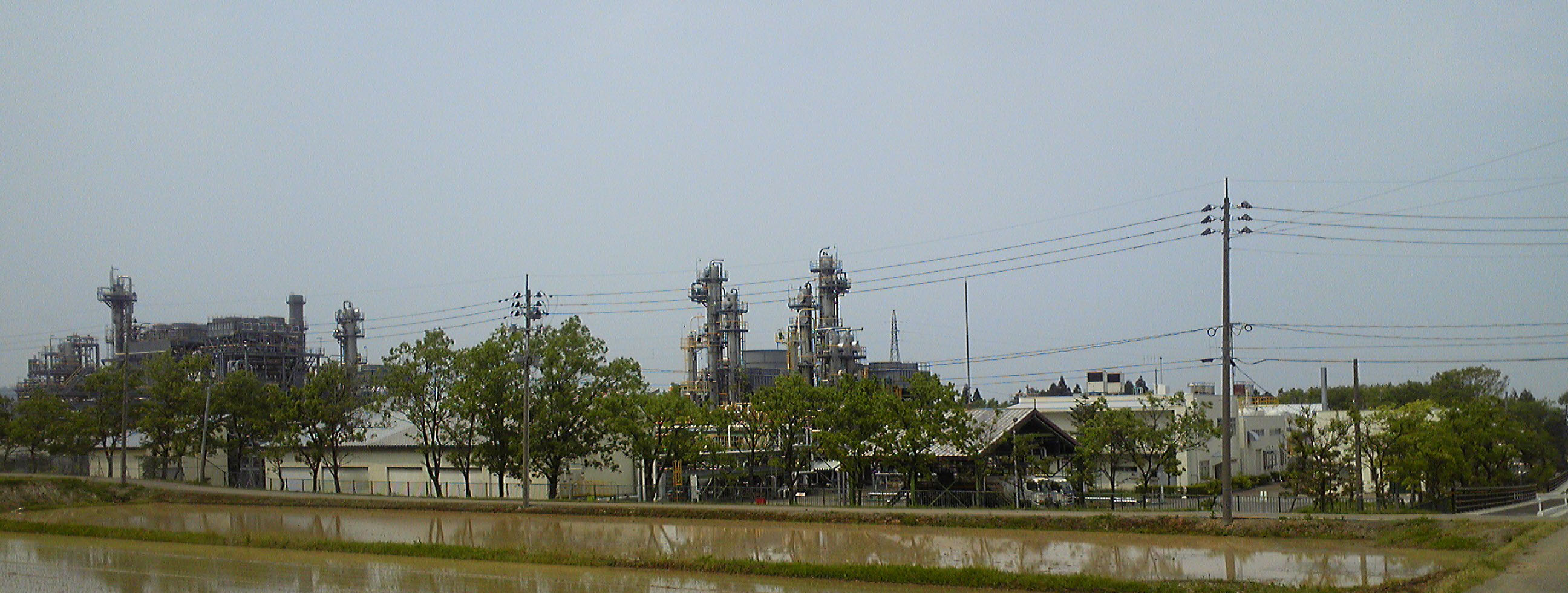
越路原プラント。周囲に点在する複数の井戸からガスを集め、ここで精製している。

## 概要

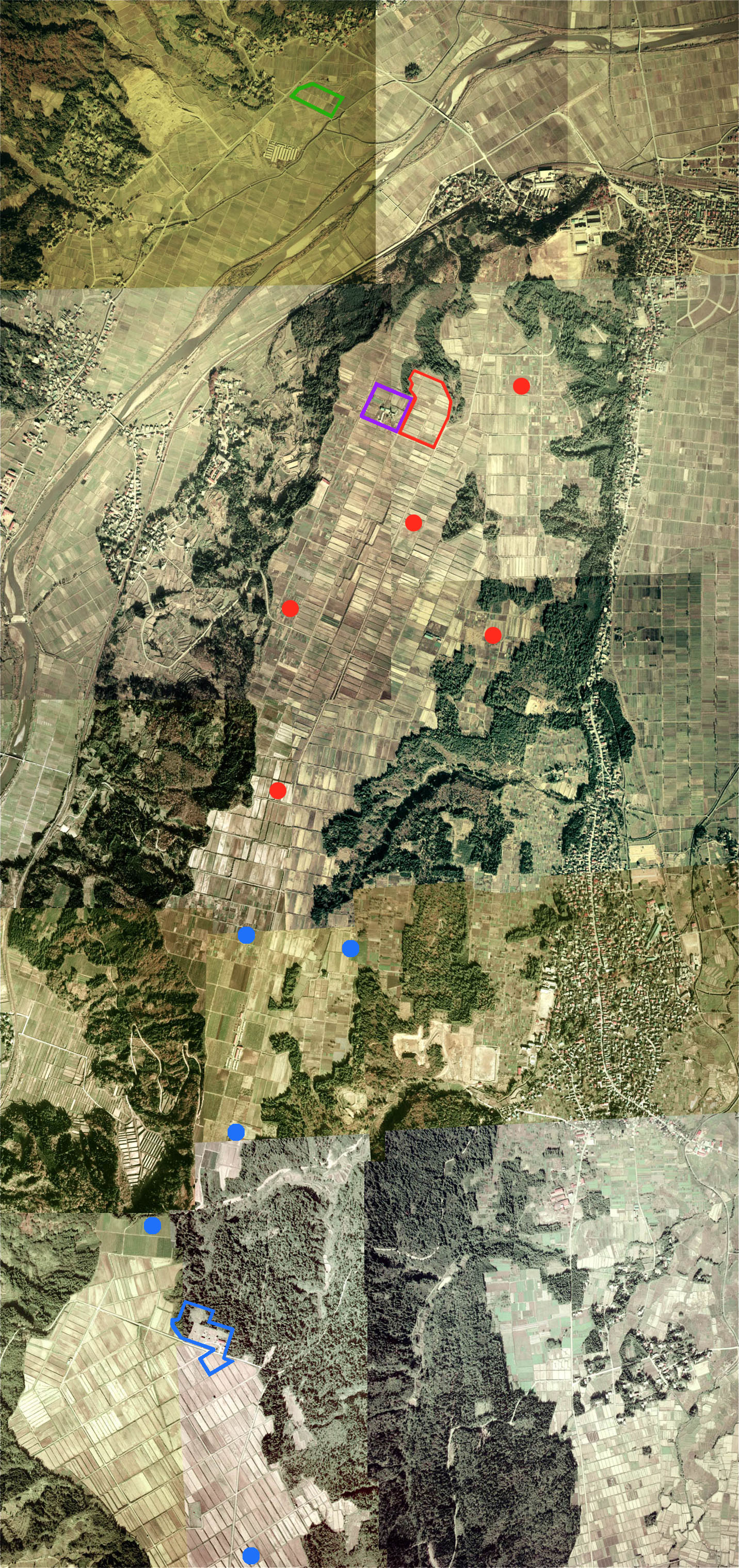
1975年（昭和50年）に撮影された。ガス田開発前の越路原丘陵。プラント(緑枠)：親沢プラント（井戸は省略）。プラント(赤枠)：越路原プラント。発電所(紫枠)：越路原発電所。井戸(赤丸)：上から北朝日原基地、朝日原基地、(左)十楽寺基地、(右)八島基地、越路原基地。プラント(青枠)：片貝ガス田 片貝鉱場。井戸(青丸)：片貝ガス田（一部）。右上の街は「長岡市来迎寺」、右中は「小千谷市片貝町」。

国際石油開発帝石の前身である帝国石油が1979年（昭和54年）に発見し、1984年（昭和59年）に生産を開始した。同じ丘陵地の南側には石油資源開発が保有する片貝ガス田がある。連続する両ガス田を合わせて「南長岡・片貝ガス田」または丘陵地の名前から「越路原ガス田」と呼ばれている。
ガス田鉱区内には、日本最大級の天然ガス生産施設「越路原プラント」があり、ガスに含まれている二酸化炭素や水分を除去し、ここで精製された天然ガスをパイプラインを使って、甲信越および北関東へ送り出している。関東へのルートは、長岡市-上越市-長野県長野市-同東御市-群馬県富岡市-埼玉県鴻巣市-東京都足立区。静岡県へは東御市から分岐し、長野県諏訪市-山梨県甲府市-同富士吉田市-静岡県御殿場市-同富士市-静岡市に至っている。
近年、石油など競合エネルギーの価格高騰で、急激に需要が拡大したことにより、静岡や上越のLNG受入基地から不足分を補うなど「天然ガスバリューチェーン」と呼ばれる価格的安定供給体制が採られている。また、近傍にある1968年（昭和43年）に枯渇した関原ガス田に天然ガスを圧入して貯蔵する天然ガス地下貯蔵を行い、季節や時間による需要変動に対応している。
2007年（平成19年）からは、越路原プラント横に高効率ガスタービンコンバインドサイクル火力発電所（出力約5万5千kW）を建設し、電力卸供給事業を行っている。

## 歴史
明治・大正期、越路原の南端にあたる小千谷市桜町地区において、アメリカ合衆国製のロータリー式掘削機を用いて100坑ほどの試掘が行われたが、石油やガスは発見できず、探鉱は中止された。この時の掘削能力は約1,500メートルが限界であった。第二次世界大戦後、復興のための石油需要が高まると、再び越路原が注目を浴びるようになる。探鉱を始めると、ついに約1,000メートルの比較的浅い深度に片貝ガス田を発見するに至った。
昭和40年代頃から高度経済成長における石油需要のさらなる高まりと、掘削の技術革新によって、4,000メートルを超える探鉱を行えるようになると、その多くがガスが含まれているとされるグリーンタフ層に達し、商用に見合う豊富なガスの産出に成功した。

### 沿革
- 1976年（昭和51年） - 試掘により長岡西方のグリーンタフ層においてガスの存在を確認[5]。
- 1979年（昭和54年） - 南長岡ガス田を発見[2]。
- 1981年（昭和56年） - 試掘と技術的検証を経て開発を決定[5]。
- 1984年（昭和59年） - 越路原プラントを建設。商業生産を開始[5]。
- 2007年（平成19年） - 越路原プラント隣接地に火力発電所（越路原発電所）を建設、営業運転開始[4]。
- 2018年（平成30年） - 長岡ニュータウンの西部丘陵東地区に、当ガス田のガスを用いて発電を行う長岡火力発電所が営業運転を開始[6]。
- 2022年（令和4年） - 長岡火力発電所が発電所事業を長岡パワージェネレーションに譲渡。発電事業にはシェルの日本法人も参画[7]。

## 構造

石油の埋蔵に関する概念図。A.天然ガス、B.帽岩（キャップロック。不透性の泥岩など）、BとCの間の地層が貯留岩（リザーバー。多孔質の砂岩など）

石油やガスは、トラップ（罠の意味）と呼ばれる湾曲した地層に封じ込まれている。越路原は、南北を軸として丘陵地を頂点とし、東西に湾曲した構造を地下に持った、火山岩型と呼ばれるトラップを形成している。その地下約4,000メートルに、おおよそ1,500万年前の七谷層があり、深層ガス田は、この七谷層と呼ばれるグリーンタフ（緑色凝灰岩）に貯留したガスを取り出している。石油とガスの構成比率は、圧力と温度で決まる。越路原は、貯留層の温度が150度以上のため、そのほとんどがガスになったと考えられている。

## 出荷施設
- 越路原プラント - 1984年9月より稼働。処理能力は日量420万Nm3[9]。
- 親沢プラント - 1994年10月より稼動。処理能力は日量166万Nm3[9]。